# Begraafplaats van Bissegem
De Begraafplaats van Bissegem is een gemeentelijke begraafplaats in de Belgische gemeente Bissegem, een deelgemeente van Kortrijk. De begraafplaats ligt aan de Driekerkenstraat op ruim 500 m ten zuidoosten van de Sint-Audomaruskerk, niet ver van de Leie. Aan de straatzijde wordt ze begrensd door een lage bakstenen muur en er zijn drie toegangen. De andere zijden grenzen met een haag aan de bebouwde percelen.

## Britse oorlogsgraven
In de zuidelijke hoek van de begraafplaats liggen 24 Britse gesneuvelden uit de Eerste Wereldoorlog. Zij vielen in de tweede helft van oktober 1918 tijdens het Geallieerd Eindoffensief.
Er liggen ook 8 Britse gesneuvelden uit de Tweede Wereldoorlog waaronder 1 niet geïdentificeerde. Zijn vielen bij de gevechten tegen het oprukkende Duitse leger en de aftocht van de British Expeditionary Force naar Duinkerke eind mei en begin juni 1940.
De graven worden onderhouden door de Commonwealth War Graves Commission en zijn daar geregistreerd onder Bissegem Communal Cemetery.